# Coal Digger
«Coal Digger» es el quinto episodio de la primera temporada de la serie de televisión en formato falso documental Modern Family. Se estrenó en ABC en los Estados Unidos el 21 de octubre de 2009. El episodio fueron escritos por el cocreador y productor ejecutivo de la serie, Christopher Lloyd y dirigido por Jason Winer.
En este episodio, toda la familia se reúne en casa de Jay y Gloria para ver el partido de fútbol. Mitch, que no sabe mucho de fútbol, decide aprender algunas cosas al respecto para poder disfrutar del juego. Luke y Manny se recompanan después de pelear en la escuela, pero cuando Manny dice que Luke llama a Gloria una «Coal Digger» (un término que ha escuchado de Claire), las cosas empeoran, con Gloria saliendo de la habitación. Finalmente, Claire se disculpa y las dos mujeres se maquillan.
«Coal Digger» recibió críticas positivas de los críticos y fue nombrado entre los 100 mejores episodios de televisión de 2009 por BuddyTV. Recibió un 3,4/9 en el grupo demográfico de 18-49 según Nielsen Media Research.

## Argumento
Toda la familia está invitada a una barbacoa y fútbol en la casa de Gloria (Sofia Vergara) y Jay (Ed O'Neill). En la escuela, sin embargo, hay un incidente entre Manny (Rico Rodriguez) y Luke (Nolan Gould) después de que Manny llamara a Luke su sobrino, lo que hace que las cosas sean muy incómodas para Claire (Julie Bowen) y Gloria.
Cameron (Eric Stonestreet) es un exjugador de fútbol americano universitario y se siente cómodo con la actitud de Jay hacia el juego. Por otro lado, a Mitchell (Jesse Tyler Ferguson) no le importa el fútbol, pero para estar más cómodo, decide aprender más sobre el juego y los dos equipos para poder tratar de disfrutar de la noche junto con su padre. Su intento de hacerlo fracasa miserablemente cuando regularmente hace un mal uso de los términos del fútbol.
Después de que la familia se reúna en la casa de Jay, Phil (Ty Burrell) y Jay hablan con Luke y Manny, para que resuelvan sus diferencias. Phil comienza a explicar la situación, pero Jay se hace cargo y simplemente les dice a los chicos que son familia, y en lugar de pelear, deberían amarse. Los chicos luego salen a jugar. Mientras están afuera, Phil convence a Gloria y Claire para que se ocupen de sus molestias.
Más tarde, cuando los dos chicos se han divertido, Manny menciona que Luke insulta constantemente a Gloria, llamándola una «Coal Digger». Phil corrige la pronunciación de Luke diciendo que se refería a «Coal Gold». Luke afirma que aprendió este término de Claire, que lo usó el año pasado. Esto empeora toda la situación, con Gloria saliendo de la reunión y quedándose en su habitación, negándose a unirse al grupo. Phil intenta razonar con ella, lo que resulta en una situación incómoda. Finalmente, Claire viene a disculparse, pero Gloria no lo aceptará a menos que pueda vengarse. Ella le dice a Claire que la única forma en que puede perdonarla es saltar a la piscina con la ropa puesta. Claire lo hace, y poco después, todos, excepto Haley (Sarah Hyland), saltan o también son empujados.

## Producción
El episodio fue escrito por Christopher Lloyd, cocreador de Modern Family, lo que lo convierte en su segundo crédito de escritura para la serie y la primera temporada después del episodio piloto. "Coal Digger" también fue dirigida por Jason Winer, su quinto crédito como director de la serie después de dirigir todos los episodios anteriores.El episodio, «Coal Digger», se emitió originalmente en los Estados Unidos el 21 de octubre de 2009 en American Broadcasting Company (ABC) como el quinto episodio de la serie y la primera temporada de la serie.
Andrew Borba fue invitado en el episodio como el director de la escuela de Luke y Manny y el Sr. Balaban. Además, los episodios se emitieron en el orden equivocado; como resultado, el episodio «Run for Your Wife», que tiene lugar el primer día de escuela y, por lo tanto, antes de «Coal Digger», no se emitió hasta después de «Coal Digger».

## Recepción

### Audiencia
En su transmisión original, «Coal Digger» fue visto en 8,57 millones de hogares y obtuvo una calificación de Nielsen de 3,4 calificación/9% de participación en el grupo demográfico de 18-49.

### Reseñas
El episodio recibió críticas en su mayoría positivas de los críticos.
BuddyTV nombró a «Coal Digger» el 45o mejor episodio de 2009 diciendo: «Gloria y Claire se metieron en una disputa hilarante después de que se revelara que Claire solía llamar a su joven madrastra una buscadora de oro, interpretada erróneamente como «Coal Digger» por sus hijos».
Robert Canning de IGN le dio al episodio un 7.7/10 diciendo que era «Bueno» y «Coal Digger» demostró que incluso sin estar llena de hilaridad, la joven serie todavía puede ofrecer algo de televisión entretenida».
James Poniewozik de Time dijo: «Modern Family no fue tan decepcionante como Glee de anoche, y encontré muchas risas en él, pero de todos modos fue probablemente la salida más débil del programa».
Donna Bowman de The A.V. Club le dio al episodio una A- diciendo: «Digo que Phil, sobre quien he tenido mis dudas debido a su amplia falta de idea, me ganó este episodio».
Jason Hughes de TV Squad le dio al episodio una crítica positiva diciendo: «Hubo tantos momentos divertidos en este episodio, como todos los episodios».
Michael Slezak de Entertainment Weekly le dio al episodio una crítica positiva. «Por supuesto, como hemos aprendido en cinco episodios gloriosos, ensartar las idiosincrasias de una familia muy diversa y muy real es lo que Modern Family hace mejor».